# Hebefigur

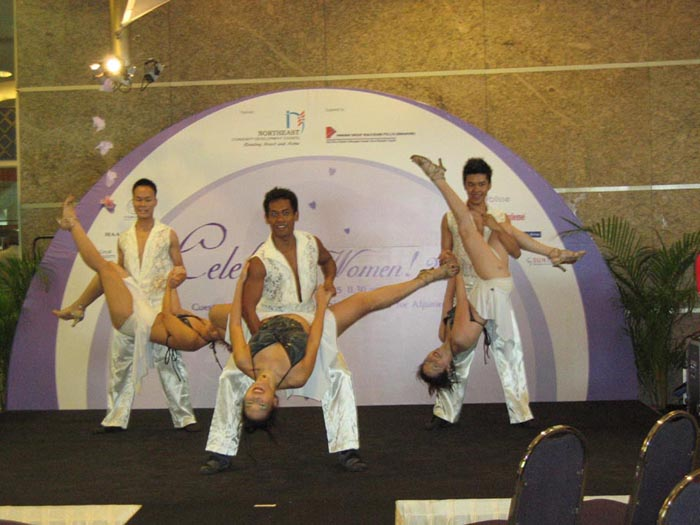
Hebefiguren im Salsa. Genauer gesagt handelt es sich hier um Posen mit Ähnlichkeit mit Fallfiguren.

Eine Hebefigur ist eine Tanzfigur, bei der ein Tänzer einen anderen Tänzer hochhebt. Formaler: Eine Tanzfigur, bei der ein Tänzer von mindestens einem anderen Tänzer gestützt wird und den Boden nicht berührt.
Die international gebräuchlichen englischsprachigen Fachbegriffe für „Hebefigur“ sind lift (von englisch (to) lift für „hochheben“) und aerial / air step (englisch für „luftig“, „oberirdisch“), wobei aerial auch akrobatische Tanzfiguren umfasst.
Im Lindy Hop, einem Vorläufer des heutigen Jive und Rock ’n’ Roll wird der erste „air step“ dem Tänzer Frankie Manning zugesprochen, der 1935 bei einem Tanzwettbewerb im Savoy Ballroom einen „back to back roll“ vorführte.

## Abgrenzung des Begriffs
Durch ihre Definition sind Hebefiguren abgegrenzt von Sprüngen (bei denen der Tänzer den Boden weder berührt noch gestützt wird) und Fallfiguren (bei denen der Tänzer zwar gestützt wird, aber den Boden berührt).

## Definition nach der Turnier- und Sportordnung des DTV
- Lifts sind Figuren, bei denen ein Partner mit Unterstützung des anderen den Boden mit beiden Beinen mehr als einen Taktteil lang verläßt. (TSO G 8.3, vgl. auch TSO F 3.6)